# 음바 고토
음바 고토(인도네시아어: Mbah Gotho, 1870년 12월 31일? ~ 2017년 4월 30일)는 인도네시아의 슈퍼센티네리언이었다. 인도네시아에선 1889년부터 출생기록을 작성했기 때문에 실제로 1870년생인지 알 수 없어 비공식적이다. 그는 4명의 부인과 10명의 형제자매들가 있었다. 상술한 부인 4명과 10명의 형제자매들보다 오래 살았으며 1992년 스스로 자신의 묘비를 마련했다. 그러나 노환으로 인한 건강악화로 2017년 4월 30일 세상을 떠났다.